# Division 1 Féminine 2011/12
Die Saison 2011/12 der Division 1 Féminine war die 38. Ausspielung der französischen Frauenfußballmeisterschaft seit der offiziellen Anerkennung des Frauenfußballs durch die FFF, den Fußballverband Frankreichs, im Jahr 1970 und der ersten Austragung in der Saison 1974/75. Die Division 1 Féminine genannte Spielklasse wurde im reinen Ligamodus in einer aus einer einzigen Gruppe bestehenden, zwölf Teams umfassenden, landesweiten höchsten Liga ausgetragen.
Vorjahresgewinner waren die Frauen von Olympique Lyon, die ihren Titel verteidigen konnten und damit ihre insgesamt sechste Meisterschaft gewannen. Damit zog OL mit den Rekord-Titelträgern der VGA Saint-Maur und des Juvisy FCF gleich.

## Qualifikation und Austragungsmodus
Für die Teilnahmeberechtigung wurde ausschließlich das Abschneiden der Frauschaften in der Vorsaison berücksichtigt; qualifiziert waren die neun bestplatzierten Teams der Vorsaison sowie drei Aufsteiger, die jeweils ihre Gruppe der Division 2 Féminine als Tabellenerste beendet hatten. Außerdem hatte sich vor Saisonbeginn die Frauenfußballabteilung von Stade Saint-Brieuc nach 18 Jahren Erstligazugehörigkeit dem (Männer-)Profiverein En Avant aus dem benachbarten Guingamp angeschlossen, der auch den Startplatz der Briochins übernahm. Somit starteten folgende zwölf Teilnehmer in diese Saison:
- aus dem Nordosten: FCF Hénin-Beaumont, Juvisy FCF, Paris Saint-Germain, Aufsteiger FC Vendenheim
- aus dem Westen: EA Guingamp, Aufsteiger ASJ Soyaux
- aus dem Süden: Titelverteidiger Olympique Lyon, HSC Montpellier, Aufsteiger AS Muret, AF Rodez, AS Saint-Étienne, FF Yzeure Allier Auvergne

Die Meisterschaft wurde in einer doppelten Punkterunde ausgespielt, in der jeder Teilnehmer in Heim- und Auswärtsspiel gegen jeden anderen antrat. Es galt die auch im französischen Amateurfußball bis ins 21. Jahrhundert hinein übliche „modifizierte Drei-Punkte-Regel“ mit vier Punkten für einen Sieg, zwei für ein Unentschieden und einem für eine auf dem Spielfeld errungene Niederlage; bei Punktgleichheit gab zunächst der direkte Vergleich und bei Erforderlichkeit anschließend die bessere Gesamt-Tordifferenz, falls auch dann noch Gleichheit bestand, gegebenenfalls die höhere Zahl erzielter Treffer den Ausschlag. Am Ende der Saison mussten die drei Tabellenletzten absteigen, die für die kommende Spielzeit durch drei Aufsteiger – die Siegerinnen der drei Gruppen der zweiten Division – ersetzt wurden.
Die französischen Meisterinnen sowie die Zweitplatzierten der Division 1 Féminine qualifizierten sich für den Frauen-Europapokalwettbewerb der folgenden Spielzeit.

## Ergebnisse, Tabelle und Saisonverlauf
|                       | EA Gui | FCF H-B | FCF Juv | Oly Lyo | HSC Mon | AS Mur | SG Par | AF Rod | AS StÉ | ASJ Soy | FC Ven | FFA Yze |
| En Avant Guingamp     |        | 1:1     | 0:3     | 0:5     | 0:3     | 2:1    | 0:0    | 2:1    | 0:0    | 4:3     | 3:2    | 2:2     |
| FCF Hénin-Beaumont    | 6:0    |         | 0:9     | 1:6     | 0:6     | 1:1    | 0:4    | 3:1    | 1:0    | 0:4     | 4:2    | 1:1     |
| Juvisy FCF            | 2:0    | 5:2     |         | 0:3     | 2:1     | 4:0    | 1:0    | 4:2    | 1:0    | 5:0     | 6:3    | 2:1     |
| Olympique Lyon        | 7:0    | 9:0     | 1:1     |         | 1:0     | 11:0   | 3:0    | 7:0    | 7:0    | 6:0     | 10:0   | 8:0     |
| HSC Montpellier       | 4:2    | 5:1     | 0:0     | 1:1     |         | 8:0    | 4:2    | 1:0    | 4:0    | 4:3     | 5:0    | 4:0     |
| AS Muret              | 0:3    | 2:3     | 0:3     | 0:3     | 0:4     |        | 1:5    | 0:1    | 0:5    | 1:2     | 1:2    | 1:1     |
| Paris Saint-Germain   | 2:0    | 2:0     | 1:3     | 0:0     | 1:1     | 3:0    |        | 2:0    | 3:2    | 2:0     | 4:1    | 5:2     |
| AF Rodez              | 0:1    | 3:1     | 1:2     | 0:4     | 1:2     | 3:2    | 1:1    |        | 1:0    | 2:0     | 3:3    | 0:1     |
| AS Saint-Étienne      | 1:1    | 3:0     | 4:1     | 0:3     | 1:6     | 3:1    | 1:2    | 2:2    |        | 1:0     | 0:0    | 1:0     |
| ASJ Soyaux            | 1:4    | 0:1     | 0:2     | 0:8     | 0:6     | 0:1    | 1:2    | 0:5    | 0:4    |         | 1:2    | 2:4     |
| FC Vendenheim         | 2:0    | 7:0     | 1:3     | 0:10    | 1:3     | 3:1    | 0:4    | 2:1    | 1:3    | 2:1     |        | 3:3     |
| FF Yzeure Allier Auv. | 2:0    | 1:1     | 1:3     | 0:6     | 1:2     | 1:1    | 2:2    | 0:1    | 4:2    | 2:1     | 2:2    |         |

| Pl. | Frauschaft             | Sp | G  | U | V  | Tore   | Diff. | Pkte. |
| --- | ---------------------- | -- | -- | - | -- | ------ | ----- | ----- |
| 1.  | Olympique Lyon (TV)    | 22 | 19 | 3 | 0  | 119:03 |       | 82    |
| 2.  | Juvisy FCF             | 22 | 18 | 2 | 2  | 62:21  |       | 78    |
| 3.  | HSC Montpellier        | 22 | 17 | 3 | 2  | 74:17  |       | 76    |
| 4.  | Paris Saint-Germain    | 22 | 13 | 5 | 4  | 47:23  |       | 66    |
| 5.  | AS Saint-Étienne       | 22 | 8  | 4 | 10 | 33:38  |       | 50    |
| 6.  | EA Guingamp            | 22 | 7  | 5 | 10 | 25:48  |       | 48    |
| 7.  | FC Vendenheim (N)      | 22 | 7  | 4 | 11 | 39:68  |       | 47    |
| 8.  | AF Rodez               | 22 | 7  | 3 | 12 | 29:40  |       | 46    |
| 9.  | Yzeure Allier Auvergne | 22 | 5  | 8 | 9  | 31:50  |       | 45    |
| 10. | FCF Hénin-Beaumont     | 22 | 6  | 4 | 12 | 27:72  |       | 44    |
| 11. | ASJ Soyaux (N)         | 22 | 2  | 0 | 20 | 19:68  | −49 a | 28    |
| 12. | AS Muret (N)           | 22 | 1  | 3 | 18 | 14:71  | −57 a | 28    |

Am Ende der Hinserie führte Juvisy die Tabelle mit 39 Punkten vor Lyon (38), Montpellier (37) und Paris (35) an, und selbst Saint-Étienne schien mit 30 Zählern noch in Reichweite. In der Rückrunde allerdings gaben die Titelverteidigerinnen keinen einzigen Punkt mehr ab, während Saint-Étienne und PSG nicht mehr Schritt halten konnten. Und da auch Juvisy und Montpellier nicht nur gegen Olympique verloren, sondern zudem bei ihrem direkten Aufeinandertreffen (0:0) noch Punkte ließen, gewannen Lyons Frauen die Meisterschaft erneut und konnten dies sogar bereits einen Spieltag vor Saisonende feiern. Mit ihren 119 Toren verbesserten sie zudem ihren eigenen Ligarekord, der aus der Spielzeit 2006/07 stammte und bei 116 Treffern stand.
Das Tabellenmittelfeld bestand am Ende de facto ausschließlich aus einem Team (Paris), denn ab Platz fünf begann bereits die Abstiegszone, in der sechs Frauschaften dagegen kämpften, die selbst vor eigenem Publikum überforderten Aufsteiger Soyaux und Muret (beide zuhause ohne Sieg, aber mit elf beziehungsweise zehn Niederlagen) in die zweite Liga begleiten zu müssen. Saint-Étienne kam dabei zugute, in der Hinrunde ein solides Punktepolster angelegt zu haben. Dagegen nützte es den Frauen aus Hénin wenig, dass sie in den direkten Duellen dieser sechs bedrohten Teams die meisten Punkte aller Kontrahenten geholt hatten; weil sie gleichzeitig zuhause gegen Soyaux und Muret keinen Sieg zustande brachten, fehlte ihnen am Ende ihrer immerhin schon 13. Erstligasaison ein einziger Punkt zum Klassenerhalt.
Aus der Division 2 Féminine stiegen dafür zur folgenden Saison der Arras FCF, FF Issy und der FC Toulouse auf.

## Die Spielerinnen des Meisters
Olympiques Trainer Patrice Lair hatte folgende Fußballerinnen in seinem Saisonkader (in Klammern die Zahl der Punktspieleinsätze):
- Tor: Sarah Bouhaddi (19), Céline Deville (4), Pauline Peyraud-Magnin (0)
- Abwehr: Sonia Bompastor (22), Sandrine Dusang (0), Laura Georges (14), Corine Franco (16), Wendie Renard (20), Sabrina Viguier (16)
- Mittelfeld: Camille Abily (22), Shirley Cruz Traña (18), Lara Dickenmann (18), Amandine Henry (21), Aurélie Kaci (12), Amel Majri (3), Louisa Nécib (21), Makan Mouchou Traoré (1)
- Angriff: Sandrine Brétigny (2), Rosana (14), Eugénie Le Sommer (21), Ami Ōtaki (3), Lotta Schelin (20), Élodie Thomis (21)

Lyons 119 Tore erzielten: Le Sommer 22, Schelin 20, Abily, Thomis je 15, Dickenmann, Nécib, Renard je 9, Henry 8, Rosana 4, Bompastor, Franco je 2, Brétigny, Cruz Traña, Majri und Otaki je 1.
Die beiden Torhüterinnen wurden zusammengenommen nur von drei Gegnerinnen bezwungen: Sarah Bouhaddi von Marine Pervier (Montpellier) und Gaëtane Thiney (Juvisy), Céline Deville von Aurélie Desmaretz (Hénin-Beaumont).

## Erfolgreichste Torschützinnen
Die meisten Treffer erzielten:
| Pl. | Name                 | Team          | Tore |
| --- | -------------------- | ------------- | ---- |
| 1.  | Eugénie Le Sommer    | Lyon          | 22   |
| 2.  | Lotta Schelin        | Lyon          | 20   |
| 3.  | Camille Abily        | Lyon          | 15   |
|     | Élodie Thomis        | Lyon          | 15   |
| 5.  | Gaëtane Thiney       | Juvisy        | 14   |
| 6.  | Camille Catala       | Saint-Étienne | 13   |
|     | Hoda Lattaf          | Montpellier   | 13   |
| 8.  | Marie-Laure Delie    | Montpellier   | 12   |
| 9.  | Anaïs Ribeyra        | Yzeure        | 11   |
| 10. | Kenza Dali           | Paris         | 10   |
|     | Julie Machart        | Juvisy        | 10   |
|     | Joanna Schwartz      | Vendenheim    | 10   |
| 13. | Stéphanie de Revière | Montpellier   | 9    |
|     | Lara Dickenmann      | Lyon          | 9    |
|     | Kelly Gadéa          | Montpellier   | 9    |
|     | Aurélie Mula         | Vendenheim    | 9    |
|     | Louisa Nécib         | Lyon          | 9    |
|     | Wendie Renard        | Lyon          | 9    |